# Renault Avantime
El Renault Avantime es un automóvil de diseño vanguardista producido por el fabricante francés Renault entre 2001 y 2003.
Es un automóvil singular, una mezcla de monovolumen y cupé. Su elevado precio y su peculiar diseño impidieron que fuera un modelo exitoso, vendiéndose en los dos años de producción únicamente 8.557 unidades.
El diseño de este modelo es poco convencional. Ejemplos de ello son la abundancia de superficies de vidrio (incluido el techo del parabrisas) y un habitáculo de tres puertas.
Basado en la plataforma del Espace, su producción se subcontrató a la planta de Matra de Romorantin para compensar la retirada de producción en los años anteriores por Renault. La fuerte demanda que se esperaba en beneficio del nuevo modelo, para una fábrica más moderna para la producción, resultó ser muy escasa.

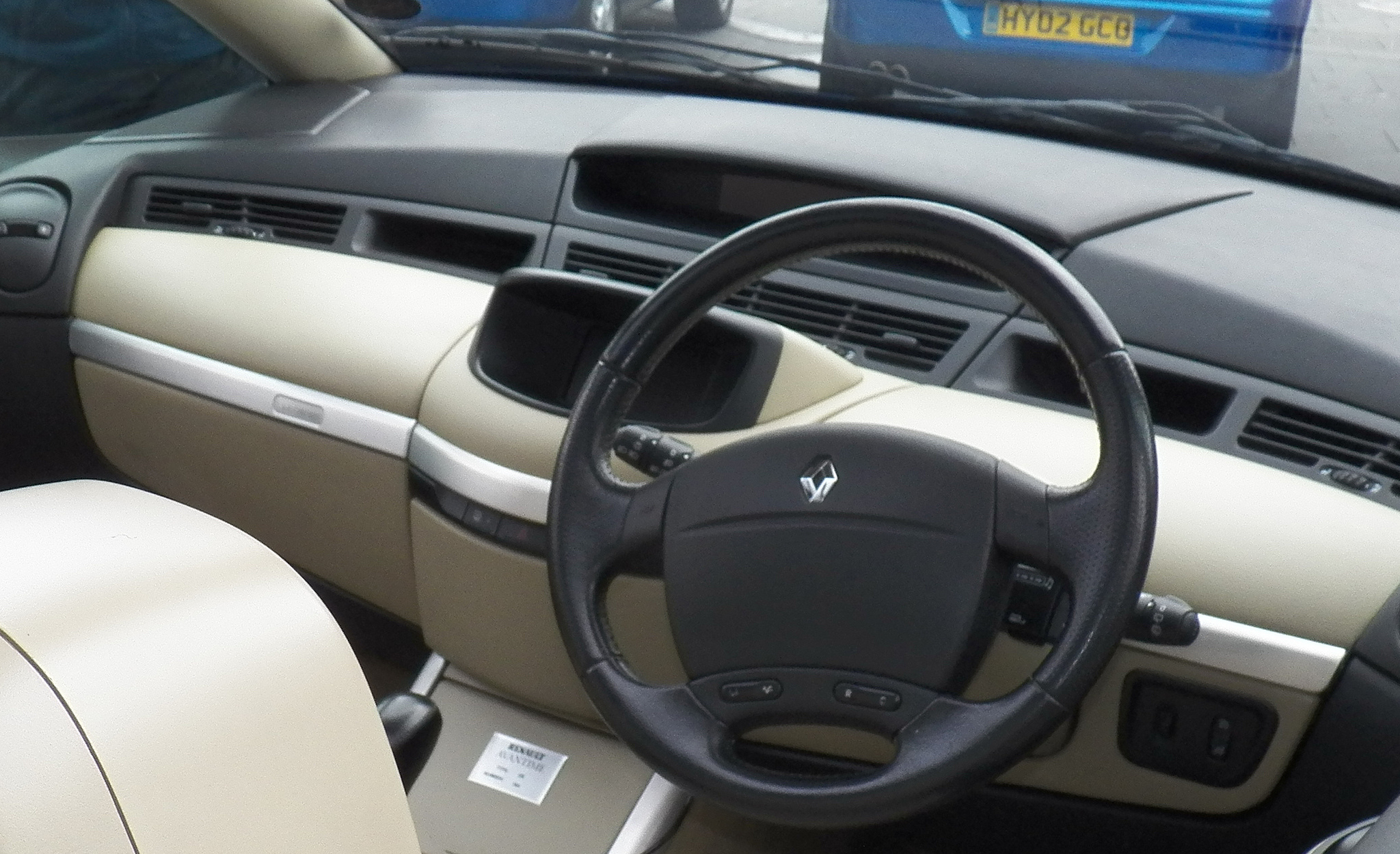
Vista interior del Renault Avantime.

Aunque este vehículo era conocido por su comodidad y sus numerosas innovaciones como la articulación de la puerta, una "doble cinemática", el Avantime fue un fracaso comercial. Sus acabados no siempre estaban en consonancia con el alto precio del coche,[cita requerida] y además, desde el comienzo solo disponía de un motor V6 de gasolina con 3 litros y 207 CV de potencia, careciendo de un motor diésel para el mercado francés. Además, del Avantime también fueron importantes las limitaciones del diseño y en la técnica (carrocería pesada sin pilar central, y la complejidad de la cinemática de las puertas). 
El Avantime, cuyo lanzamiento se retrasó, fue producido en la misma época que el Renault Vel Satis (otro modelo de gama alta que no se vendió muy bien), causando confusión en la mente del público. El público no entiendía por qué el Avantime era de solo tres puertas y no cinco, lo cual era el principio mismo de su concepto: ser un "monovolumen corto".
Por último, el departamento de Matra Automobile había apostado todo en el éxito del Avantime, sin creer estar preparada en el caso de incumplimiento de las expectativas. La pequeña marca fue, por lo tanto, víctima de su propia obstinación. Mientras que en Heuliez por ejemplo, el sistema "start stop" de los Citroën de producción (Xantia y XM) no impidió al fabricante desplazar la producción a través de nuevas combinaciones para producir otros tipos de coches como por ejemplo el Peugeot 206 CC y el Opel Tigra TwinTop.
Fueron producidas 8.557 unidades del Avantime antes de la paralización total de la producción en mayo de 2003.